# کاخ آگوستوس بورگ
کاخ آگوستوس بورگ مجموعه ساختمان‌های تاریخی است که در برول٬ایالت نوردراین وستفالن٬آلمان قرار دارد. در سال ۱۹۸۴ این کاخ‌ها در فهرست میراث جهانی یونسکو به ثبت رسیدند.
این کاخ دارای باغ‌های بزرگ می‌باشد و موزه ماکس ارنست نیز در این مکان واقع شده‌است. این کاخ در سده ۱۸ توسط اسقف اعظم ساخته شده‌است. راه پله‌های باشکوه کاخ نیز توسط یوهان بالتازار طراحی شده‌اند.